# Шенберг-ім-Штубайталь
Шенберг-ім-Штубайталь ( Schönberg im Stubaital) —  громада округу Інсбрук-Ланд у землі Тіроль, Австрія.
Шенберг-ім-Штубайталь лежить на висоті  1013 м над рівнем моря і займає площу  7,47 км². Громада налічує 1013 мешканців. 
Густота населення 136/км².  
|                                                |
| Шенберг-ім-Штубайталь на мапі округу та землі. |

 Адреса управління громади: Römerstraße 1, 6141 Schönberg im Stubaital. 

## Демографія
Історична динаміка населення міста за даними сайту Statistik Austria

## Виноски
1. ↑  Dauersiedlungsraum der Gemeinden Politischen Bezirke und Bundesländer - Gebietsstand 1.1.2018 — Статистичне управління Австрії.
2. ↑  https://www.statistik.at/blickgem/blick1/g70350.pdf
3. ↑  www.schoenberg.tirol.gv.at. Архів оригіналу за 3 березня 2022. Процитовано 12 квітня 2022.
4. ↑  Gemeindedaten von Schönberg im Stubaital. Архів оригіналу за 24 грудня 2015. Процитовано 18 липня 2013.

| Австрія | Це незавершена стаття з географії Австрії. Ви можете допомогти проєкту, виправивши або дописавши її. |